# Eosentomon condei
Eosentomon condei är en urinsektsart som beskrevs av Da Cunha 1950. Eosentomon condei ingår i släktet Eosentomon och familjen trakétrevfotingar. Inga underarter finns listade i Catalogue of Life.